# Brick Bath
Brick Bath war eine US-amerikanische Crossover-Band aus San Diego, Kalifornien, die 1996 unter dem Namen Epitaph gegründet wurde und sich 2006 auflöste.

## Geschichte
Die Band wurde im Jahr 1996 gegründet, wobei sie zuvor unter dem Namen Epitaph bekannt war. Die Band erreichte zunächst einen Plattenvertrag bei Chainsaw Records. Da das Label jedoch seinen Bankrott erklären musste, verlor die Gruppe ihren Vertrag wieder. Dadurch blieb das bereits aufgenommene und abgemischte Album Scarred unveröffentlicht. Dennoch konnte die Gruppe Auftritte mit Stuck Mojo, Forbidden, Exodus, Testament, Flotsam and Jetsam und Crowbar abhalten. Nachdem der Bassist Pete Stone zur Besetzung gekommen war, wurde der Name in Brick Bath geändert.
Als Manager war Jole Maitoza für sie tätig, welcher zuvor bereits für 24-7 Spyz gearbeitet hatte. Anfang der 2000er Jahre unterzeichnete die Band einen Vertrag bei Crash Music, worüber im Jahr 2002 das Debütalbum I Won't Live the Lie erschien, das vom Gitarristen Eric Meyer produziert worden war. Nach der Veröffentlichung im Februar ging es im Sommer auf Tournee durch die USA und Europa. Das zweite Album Rebuilt erschien im folgenden Jahr. Im Jahr 2003 bestand die Band aus dem Sänger Cody Hubbard, der Joseph McCaw ersetzt hatte, dem Gitarristen Eric Meyer, dem Bassisten Pete Stone und dem Schlagzeuger Scott Babbel. McCaw hatte die Band zuvor im September 2002 verlassen. Während das dritte Album American Currency im Juli 2004 aufgenommen worden war, trennte sich die Band vom Bassisten Stone, der durch Scott „Rock“ Rockstead ersetzt wurde. Das Album erschien im Jahr 2005. Im Dezember 2006 stieß Norm Leggio als neuer Schlagzeuger hinzu. Im selben Jahr kam es jedoch noch zur Auflösung der Band.

## Stil
Laut Alex Henderson von Allmusic spielt die Band Metalcore, der sich aus aggressivem Alternative Metal und Punk zusammensetze. Beeinflusst werde sie durch Suicidal Tendencies, Pantera und Dark Angel. Die Musik zeichne sich durch „tuckernde“ Gitarren, wütende Texte und gequält klingende Screams aus. Im Gegensatz zu vielen anderen Bands des Genres hätten die Songs allerdings Hooklines und Struktur. Christian Graf bezeichnete in seinem Nu Metal und Crossover Lexikon die Musik als eine Mischung aus Power-, Groove- und Thrash-Metal, die auf den Spuren von Pantera und Testament wandele und einen leichten Nu-Metal-Einfluss aufweise. Martin Popoff verglich I Won't Live the Lie in seinem Buch The Collector’s Guide of Heavy Metal Volume 4: The ’00s mit Pantera und Biohazard-artigen Hardcore Punk, wobei die Musik traditionell für Thrash Metal aus der San Francisco Bay Area auf Riffs basiere. Allerdings sei die Musik von Bands wie etwa Pissing Razors jedoch weniger vergleichbar. Rebuilt lasse sich zwischen Werken von Brand New Sin, God Forbid und Shadows Fall einordnen. Die Gruppe kombiniere moderne und extreme Metal-Stile. Teils spiele sie nur Hardcore Punk, dann wieder einen Crossover aus Hardcore Punk, dann Old-School-Thrash-Metal, dann Metal im Stil von Pantera oder Stuck Mojo und ein anderes mal am New-Orleans-Sludge angelehnt. Auch verarbeite die Band Elemente aus dem Nu Metal, Grindcore und Death Metal. American Currency sei lyrisch intensiv und beißender Hardcore Punk und roher Metal. Auch bei diesem Tonträger zog er wieder einen Pantera-Vergleich.

## Diskografie
- 2002: I Won't Live the Lie (Album, Crash Music)
- 2003: Rebuilt (Album, Crash Music)
- 2005: American Currency (Album, Crash Music)